# 从没喜欢过你
《从没喜欢过你》（英語：I Never Liked You）是加拿大漫画家切斯特·布朗创作的图画小说，最初以之名在1991至1993年布朗旗下漫画杂志《美味皮草》的第26至30期连载，1994年再经绘图和季刊出版社集结成书发行。小说主要关注布朗的内向性格，为此他很难同他人交谈，特别是包括母亲在内的异性。书中几乎没有对话，叙述也寥寥无几，是布朗画风较为简洁的作品，部分页面甚至只有一小幅图案。
布朗凭借突破禁忌的超现实主义连环漫画《快乐小丑埃德》在20世纪80年代另类漫画领域打响名气，但在1989年接触朱莉·多塞特和乔·马特的自传漫画作品后决定中止前作连载，转为创作以个人经历为题材的作品。多伦多漫画家赛斯是布朗的好友，他的作品促使布朗在20世纪90年代初简化画面风格。作者原计划把上一部图画小说《花花公子》写得更长，将《从没喜欢过你》的情节也纳入其中，但在计划阶段发现这样太过复杂而放弃。此外，《从没喜欢过你》还是他的最后一部早期自传作品。
《从没喜欢过你》获得普遍好评，是20世纪90年代早期自传体另类漫画热潮的重要作品，对杰弗里·布朗、艾丽尔·施拉格和安德斯·尼尔森等漫画家颇具影响。布朗起初在书籍页面使用黑色背景，但是2002年加入注释的“新权威版”改成白色。

## 背景
切斯特·布朗（Chester Brown）在加拿大魁北克省蒙特利尔离岛郊区沙托盖长大，这里法语人口占多数，但英语人口也不少，其中布朗就不会说法语。他很小喜欢漫画杂志，自称少年时是书呆子。他本打算靠创作超级英雄漫画安身立命，但高中毕业后在漫威漫画和DC漫画求职均告失败。移居多伦多后，布朗发现地下漫画和众多小媒体。1983年，他开始个人出版迷你漫画《美味皮草》（Yummy Fur）。

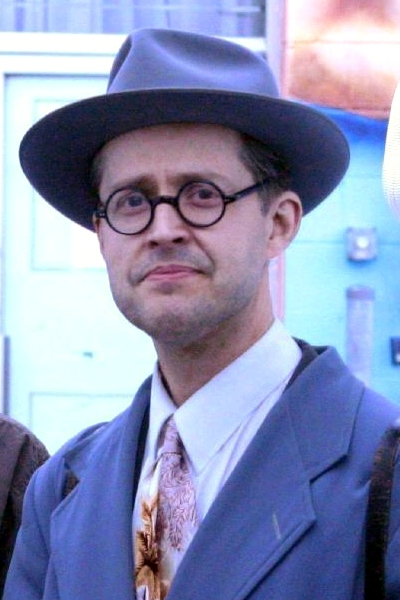
多伦多漫画家赛斯（图）的作品促使布朗简化作品风格

1986年，多伦多的漩涡漫画（Vortex Comics）出版社开始发行《美味皮草》。凭借超现实主义连环漫画《快乐小丑埃德》（Ed the Happy Clown）在另类漫画领域打响名气后，布朗接触朱莉·多塞特（Julie Doucet）和乔·马特（Joe Matt）的自传漫画作品，决定自行创作。多伦多漫画家赛斯（Seth）是布朗的好友，他的作品促使布朗开始简化创作风格。布朗以短篇作品开始试水自传体裁，画面布局逐渐放开，画作渐趋简明。
从1991年的第25期开始，《美味皮草》改在蒙特利尔的绘图和季刊出版社（Drawn and Quarterly）发行，该社于1992年把布朗的第一部图画小说《花花公子》集结成书出版。他起初打算把《花花公子》写得更长，情节在已有基础上延续至《从没喜欢过你》，但在计划阶段发现这样太过复杂而放弃。《花花公子》主要讲述布朗少年时无法自控地用色情杂志自慰，因此产生强烈的罪恶感和焦虑感。小说获得漫画爱好者、评论家及其他漫画家赞誉并获哈维奖肯定，但也有评论批评书中物化女人、美化色情内容。《花花公子》杂志出版商休·海夫纳致信布朗，对性革命后长大的他仍会遭受这些困扰和焦虑表示同情。

## 情节概要
故事发生在20世纪70年代蒙特利尔郊区沙托盖，布朗此时正值青春期，在书中简称“切特”（Chet）。他体型消瘦，留一头长发，行为笨拙、性格内向、不善言词，只有通过绘画才能更自如地自我表达。他总是莫名其妙地拒绝与女孩交流，哪怕两人相互喜欢也不例外。切特基本上只能在脑中想象如何向女子表达情感，甚至面对母亲也是如此。她与切特和弟弟高德（Gord）谈论的一些问题让两个孩子感到难堪，而且灌输给孩子的宗教教义迫使切特无法说出脏话，导致他在学校受人捉弄。
切特与邻近地区的小孩玩捉迷藏等游戏，女孩嘉莉对他情有独钟，每天都邀请他到家里一起洗碗。嘉莉的姐姐康妮比切特高一年级，长着一头金发，为人跋扈，捉迷藏时经常与切特躲进茂密的草丛聊天打发时间，不过两人基本上没什么共同点。康妮邀切特去看电影，但切特看到学校的男同学后故意坐到离她很远的地方，以免被人发现约会后受戏弄。电影结束后，两人一路无话地走回家。
切特很喜欢邻居家比她小两岁的黑发女孩斯凯（Sky），她的乳房很大，切特有时会幻想她来自慰。他刚向她告白就感到后悔，根本无法表达情感。斯凯主动联系切特，想要尝试交往，但他不知该如何应对情绪，不敢和她呆在一块儿。切特为她绘画，用骨架代表自己，朝代表斯凯的小鸟伸手。嘉莉发现画作并猜到其中含义，但切特矢口否认，争吵甚至有发展成肢体冲突的趋势，愤怒的嘉莉称“我从没喜欢过你！”
切特和弟弟很少探视住院的母亲，哪怕到了医院，切特也没法对她表达感情。某天她不知何故在迷茫地徘徊时从楼梯上摔落，然后卧床不起而且无法连贯表达，并在不久后去世。斯凯想要陪在切特身边，但切特总是找借口拒绝。故事最后，切特不肯陪斯凯去看展会，自称宁愿听他新买的Kiss合唱团专辑。

## 出版
1991年10月至1993年4月，《从没喜欢过你》采用标题在第26至30期《美味皮草》首发连载。据作者本人透露，与他的早期作品相比，本作虽未事先编写完整脚本，但基本没有即兴发挥，内容都是计划好的。
1994年，绘图和季刊出版社将连环漫画集结发行收藏版，书名改成《从没喜欢过你》。布朗调整页面布局，删除部分画面，其中最大的改动就是删掉开头切特解释行为动机的内容。
布朗从1995年的漫画文章《我妈有精神分裂症》（My Mom was a Schizophrenic）开始加入尾注，而且用得越来越频繁，2002年面世的《从没喜欢过你》“新权威版”就增加两页上下文尾注。1994年收藏版的背景是黑色，2002年改成白色并调整画面顺序。对此作者表示：“我喜欢简朴，觉得白色背景看上去更简朴”。“新权威版”还向读者提供简短附录，告知各情节发生的时间和地点。
布朗在第七期《路易·里尔》（Louis Riel）宣布召回前600本“新权威版”《从没喜欢过你》，原因是印刷用纸过于透明。与未召回的版本相比，召回的书中还多出一幅带有文字“我决定啥也不说”的图画。

## 风格与分析
学者查尔斯·哈特菲尔德（Charles Hatfield）认为，布朗的自传体作品一直在通过不同角度传达“环境改变人”的理念，其中既有“贾斯汀·格林（Justin Green）的紧迫感”，又体现出“哈维·佩卡尔（Harvey Pekar）特别的平凡感”，两人作品对自传体漫画影响深远。布朗用毫不留情的手法描绘自己少年时代不善交际，虽然身处反叛而混乱的20世纪70年代，但在保守性格和严格遵从教义的父母影响下，他的青春期不像许多同龄人那样充斥性与毒品。

即便是在身患精神分裂症的母亲垂死之时，切特依然无法用言辞向她表达情感，这种不善表达也令读者对他难以认同

布朗的母亲（1923至1976年）患有精神分裂症。书中虽未明示，但可以从她与切特兄弟二人说起尴尬话题的情节推断出来，两个孩子不知所措的反应又令尴尬感更强。布朗在1995年的漫画文章《我妈有精神分裂症》中直面母亲的精神疾病，并在文中表达反精神医学立场。
切特在小说中几乎完全没有表情，读者对之感到疏远，难以产生同情或认同感。漫画家兼评论家佩珀·佩雷斯（Pepo Pérez）认为，这会导致读者难以真正理解书中人物。布朗在“新权威版”的附录中表示，文中对话仅凭记忆创作，有可能与实际不符，位置及其他细节同样受记忆影响。学者伊丽莎白·埃尔·雷菲（Elisabeth El Refaie）认为，作者的上述申明让作品在真实的基础上更显深刻和真诚。评论员麦克斯·马吉（C. Max Magee）感觉书中对尴尬感和情感空虚的表述可与丹尼尔·克鲁斯（Daniel Clowes）与克里斯·韦尔（Chris Ware）的作品相提并论。
文中情节以小插曲形式展开，基本没有任何画面说明事件背景。哈特菲尔德称，“虽然故事是以平凡的日常事务为背景……但（这些小插曲）就像做梦一样无处不在地弹出一大串……有时让人毛骨悚然”。与作者前一部图画小说《花花公子》相比，布朗在本作中极少采用第三人称叙事，情节几乎完全通过图像和非常有限的对话表述。书中页面布局也很稀疏，有时一整页都只有很小的单幅画面，但也有七到八张图画组成的页面。画面重复和布局会影响节奏，令情节放缓或加快。
布朗不再沿用早期作品的网格布局，使用各种有机形式排版。他用背景奠定气氛，有时与画面内容协调，有时形成对比。以切特和康妮从电影院回家的画面为例，路上冰雪覆盖、天空星光璀璨，本是十分浪漫的情境，但画面中尴尬的沉默在对比之下渐趋强烈，令人物看起来更显微不足道。
《从没喜欢过你》的绘画风格远比布朗早期作品简洁，而且更注重肢体语言和表情而非文字细节。图案采用画笔绘制，比布朗其他绝大多数作品更简明和稀疏，但还是有大量阴影线，背景贴近自然，与瘦小而扭曲的人物对比显著。布朗从《花花公子》开始简化绘画风格，对早期风格很不满意，打算找到中意的新途径。他在《从没喜欢过你》中继续沿用简明风格，而且要比前作更进一步。书中部分没有生命的事物成为画面焦点，用于表达特殊含义，如切特放学后打包苏打饼干的习惯，以及家里的房子。评论员达西·沙利文（Darcy Sullivan）认为，这所房子在《从没喜欢过你》和《花花公子》中拥有同等地位。
布朗创作时先完成图案，之后再绘制边框，这样边框就是围绕图片手绘而成，不可能保持规则形状，类似埃尔南德斯兄弟（Hernandez brothers）和罗伯特·克朗姆的创作风格。他先画好每幅图画，之后再分配到各个页面组合。最初的连载和第一个收藏版采用黑色背景，2002年版改为白色。

## 评价和影响

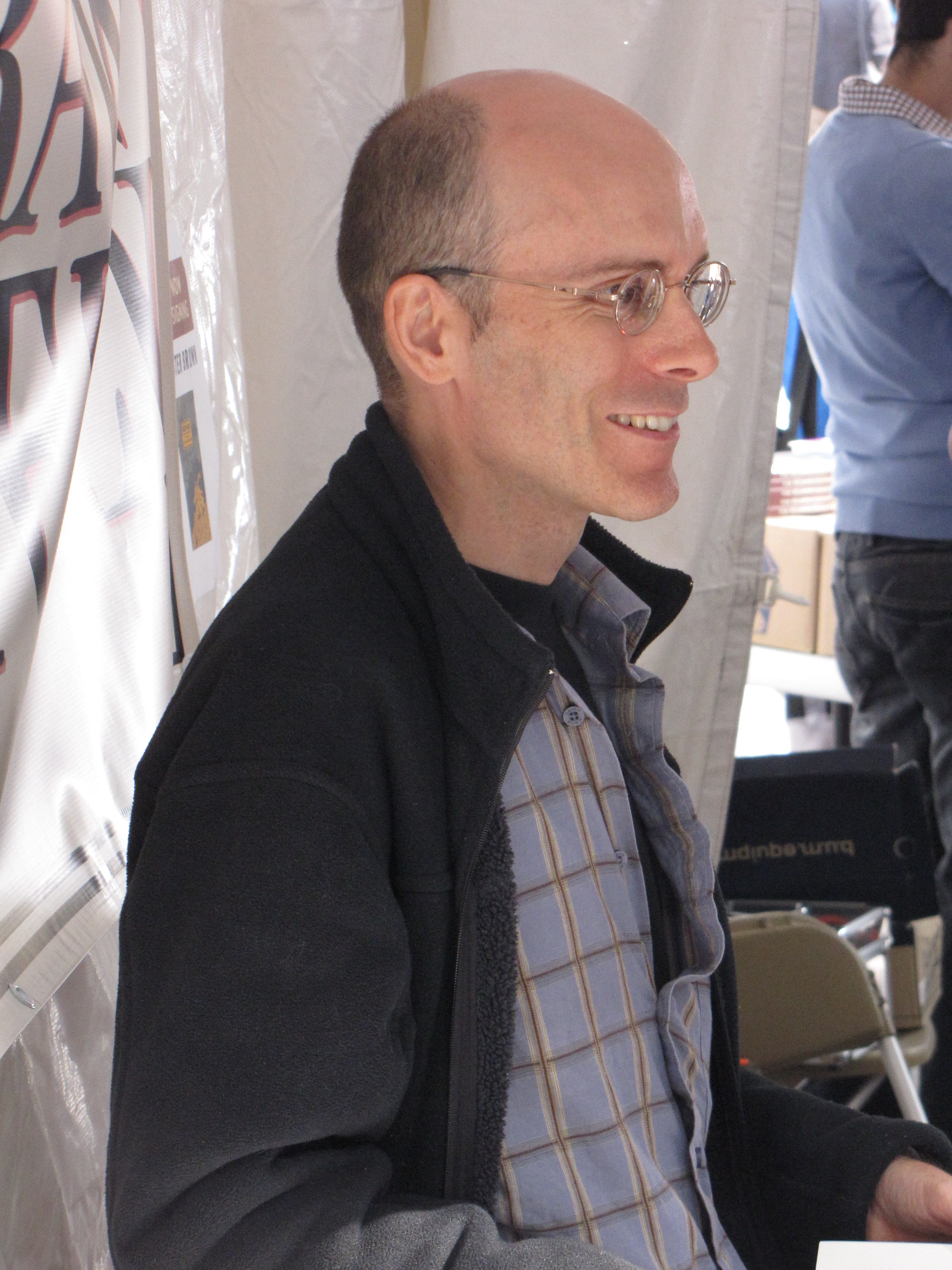
布朗（摄于2009年）于2011年推出颇具争议的图画小说《付出代价》，再度涉及他和女人的关系，提倡卖淫业合法化

布朗的自传体作品是从20世纪70年代取材，经过持续发展，在80年代末至90年代初达到高潮。他毫无掩饰和敢于自嘲的创作态度对漫画家杰弗里·布朗（Jeffrey Brown）和艾丽尔·施拉格（Ariel Schrag）颇具影响，稀疏的页面布局深得安德斯·尼尔森（Anders Nilsen）青睐。沙利文在小说连载完成时称赞本作是布朗“向前迈出一大步，是成人漫画的引领之光”。美国漫画家吉尔伯特·埃尔南德斯（Gilbert Hernandez）断言，《花花公子》和《从没喜欢过你》很可能是除《鼠族》外最优秀的视觉文学作品。英国漫画家埃迪·坎贝尔（Eddie Campbell）称三部作品是“史上最敏感的漫画”，美国漫画作家海蒂·麦克唐纳（Heidi MacDonald）称赞《从没喜欢过你》堪称“杰作”，“与任何成年礼电影相比也不遑多让”。
哈特菲尔德赞扬布朗的诚实、敏锐的观察力和叙事能力，表示他非常喜欢书中页面“跟我藏起来”。评论员奥斯卡·帕尔默（Óscar Palmer）认为小说堪称“清醒与克制的典范之作，”“无论和任何媒体作品相比，书中对少年时代的描绘都极其残酷、令人绝望”。编剧兼评论家圣地亚哥·加西亚（Santiago García）表示，《从没喜欢过你》证明布朗堪称漫画大师。挪威漫画家杰森（Jason）声称，《从没喜欢过你》是他最喜欢的自传作品。
《从没喜欢过你》与赛斯的《坚持生活就美好》（It's a Good Life, If You Don't Weaken），以及马特的《可怜虫》（The Poor Bastard）是20世纪90年代自传体漫画热潮的重要作品。1999年，《漫画期刊》评选20世纪百佳英语漫画，“《美味皮草》刊登的自传体漫画”排在第38位，其中包括《花花公子》、《从没喜欢过你》及多部短篇。2001年，史蒂芬·韦纳（Stephen Weiner）将《从没喜欢过你》列入《101部最佳图画小说》（The 101 Best Graphic Novels），推荐所有喜欢杰罗姆·大卫·塞林格小说《麦田里的守望者》的读者欣赏。
布朗从第19期《美味皮草》刊登的《海尔德》（Helder）开始创作自传漫画，《从没喜欢过你》则是收尾之作，连载完成后《美味皮草》再发行两期便停刊。绘图和季刊出版社业主克里斯·奥利弗罗斯（Chris Oliveros）说服布朗从1994年开始直接在该社发行《水下》（Underwater）。2011年，布朗推出图书小说《付出代价》（Paying for It）回归自传题材，再度涉及他和女人的关系，书中为卖淫业合法化摇旗呐喊。

### 脚注
1. 1 2 3  Bell & 2006，第144页
2. ↑  Epp & 2013，第120页
3. ↑  Juno & 1997，第132页
4. ↑  Juno & 1997，第131页
5. ↑  Bell & 2006，第146页
6. 1 2 3  Køhlert & 2012，第378页
7. 1 2  Køhlert & 2012，第381页
8. ↑  Grace，Hoffman & 2013，第xviii页
9. ↑  Juno & 1997，第140页
10. ↑  Grace，Hoffman & 2013，第xx页
11. ↑  Lefèvre & 2010，第313页
12. 1 2  Verstappen & 2007
13. 1 2 3  Sullivan & 1994，第53页
14. ↑  Park & 2011
15. 1 2  El Refaie & 2012，第166页
16. ↑  Boluk & 2004，第88页
17. 1 2 3  Hatfield & 1999，第67页
18. 1 2 3 4  Sullivan & 1994，第54页
19. ↑  Bell & 2006，第158页
20. ↑  Sim & 2003
21. ↑  Hatfield 2008; Williams.
22. ↑  Birch 2012，第174頁; Williams.
23. ↑  El Refaie & 2012，第202页
24. ↑  El Refaie 2012，第197頁; Serrano 2007.
25. 1 2 3 4  Serrano & 2007
26. ↑  Magee & 2006
27. ↑  Grace，Hoffman & 2013，第xxi页
28. 1 2 3 4  Hatfield & 2008
29. ↑  Lefèvre & 2009，第161页
30. 1 2  Køhlert & 2012，第380页
31. ↑  Santoro & 2010
32. 1 2  Juno & 1997，第135页
33. ↑  Køhlert & 2012，第379–380页
34. ↑  Sullivan & 1994，第54–55页
35. ↑  Wolk & 2007，第153页
36. ↑  Bell 2006，第156頁; Gravett; Thompson 2004，第84頁.
37. ↑  Bell & 2006，第156页
38. ↑  MacDonald & 2011
39. ↑  Brown & 2002，第33页
40. ↑  Heater & 2009
41. ↑  Weiner & 2001，第7页
42. ↑  Grace，Hoffman & 2013，第xxi, xxv页

### 书籍
- Bell, John. . Dundurn Press. 2006  [2020-08-04]. ISBN 978-1-55002-659-7.
- Birch, Michael. . . Ashgate Publishing. 2012: 174–185  [2020-08-04]. ISBN 978-0-7546-7474-0. （原始内容存档于2020-11-15）.
- Boluk, Stephanie.  (学位论文). McGill University. 2004. ISBN 0-494-12699-X.
- Brown, Chester. . Drawn and Quarterly. 2002. ISBN 978-1896597140.
- Epp, Darrell. . Grace, Dominick; Hoffman, Eric  (编). . University Press of Mississippi. 2013: 118–147  [2020-08-04]. ISBN 978-1-61703-868-6. （原始内容存档于2020-11-15）.
- Grace, Dominick; Hoffman, Eric. . Grace, Dominick; Hoffman, Eric  (编). . University Press of Mississippi. 2013: vii–xxxi  [2020-08-04]. ISBN 978-1-61703-868-6. （原始内容存档于2020-11-15）.
- Juno, Andrea. . . Juno Books. 1997: 130–147. ISBN 0-9651042-8-1.
- Køhlert, Frederik Byrn. . Beaty, Bart H.; Weiner, Stephen  (编). . Salem Press. 2012: 378–381. ISBN 978-1-58765-950-8.
- Lefèvre, Pascal. . Heer, Jeet; Worcester, Kent  (编). . University Press of Mississippi. 2009: 157–162  [2020-08-04]. ISBN 978-1-60473-109-5. （原始内容存档于2020-11-15）.
- Lefèvre, Pascal. . Booker, M. Keith  (编).  1. ABC-CLIO. 2010: 313–314. ISBN 978-0-313-35748-0.
- El Refaie, Elisabeth. . University Press of Mississippi. 2012  [2020-08-04]. ISBN 978-1-61703-613-2. （原始内容存档于2020-11-15）.
- Weiner, Stephen. DeCandido, Keith R. A. , 编. . NBM. 2001  [2020-08-04]. ISBN 978-1-56163-444-6.
- Wolk, Douglas. . . Da Capo Press. 2007: 147–155  [2020-08-04]. ISBN 978-0-306-81509-6.

### 期刊杂志
- Hatfield, Charles. Spurgeon, Tom , 编. . The Comics Journal (Fantagraphics Books). 1999-02, (210): 67. ISSN 0194-7869.
- Sim, Dave. . Cerebus (Aardvark-Vanaheim). 2003-10, (295)  [2020-08-04]. ISSN 0712-7774. （原始内容存档于2020-04-23）.
- Sullivan, Darcy. . The Comics Journal (Fantagraphics Books). 1994-11, (172): 53–55. ISSN 0194-7869.
- Thompson, Kim. . The Comics Journal (Fantagraphics Books). 2004-02, (158). ISSN 0194-7869.

### 网页
- Gravett, Paul. . paulgravett.com.   [2020-08-04]. （原始内容存档于2020-07-27）.
- Hatfield, Charles. . Thought Balloonists. 2008-01-24  [2012-03-22]. （原始内容存档于2012-03-22）.
- Heater, Brian. . The Daily Crosshatch. 2009-06-23  [2017-06-20]. （原始内容存档于2017-06-20）.
- MacDonald, Heidi. . The Beat. 2011-11-28  [2020-08-04]. （原始内容存档于2016-04-22）.
- Magee, C. Max. . The Millions. 2006-02-08  [2020-08-04]. （原始内容存档于2017-07-29）.
- Park, Ed. . Toronto Standard. 2011-05-02  [2020-08-04]. （原始内容存档于2018-01-07）.
- Santoro, Frank. . Comics Comics. 2010-10-16  [2013-10-17]. （原始内容存档于2013-10-17）.
- Serrano, Jose A. . Guía del cómic. 2007-06  [2020-08-04]. （原始内容存档于2020-01-26）.
- Verstappen, Nicolas. . du9. 2007-08  [2020-08-04]. （原始内容存档于2017-01-26）.
- Williams, Ian. . Graphic Medicine.   [2020-08-04]. （原始内容存档于2017-03-07）.